# Olešenský potok (pravostranný přítok Sázavy)
Olešenský potok je pravostranný přítok řeky Sázavy ve Středočeském kraji a v Kraji Vysočina. Délka toku činí 13,2 km. Plocha povodí měří 34,4 km². Vzhledem k tomu, že skrz Ledeč nad Sázavou protéká Pivovarským údolím podél Pivovarské ulice kolem panského pivovaru, označuje se zde také jako Pivovarský potok. 

## Průběh toku
Potok pramení v obci Třebětín, která se nachází v okrese Kutná Hora, v nadmořské výšce 555 m. Teče převážně jižním směrem. Vlévá se do Sázavy na jejím 129,1 říčním kilometru v Ledči nad Sázavou v nadmořské výšce 348 m.

### Větší přítoky
Jako významné přítoky lze uvést dva potoky. První, který se nazývá Číhošťský potok, přitéká zleva od obce Číhošť. Druhý potok, který se jmenuje Vrbecký potok, posiluje Olešenský potok zprava pod osadou Olešná.

## Vodní režim
Průměrný průtok u ústí činí 0,22 m³/s.
M-denní průtoky u ústí:
| M [dní]  | Q30  | Q60  | Q90  | Q120 | Q150 | Q180 | Q210 | Q240 | Q270 | Q300 | Q330 | Q355 | Q364 |
| -------- | ---- | ---- | ---- | ---- | ---- | ---- | ---- | ---- | ---- | ---- | ---- | ---- | ---- |
| Q [m³/s] | 0,51 | 0,35 | 0,27 | 0,22 | 0,18 | 0,15 | 0,13 | 0,10 | 0,09 | 0,07 | 0,05 | 0,03 | 0,02 |

### Historické povodně

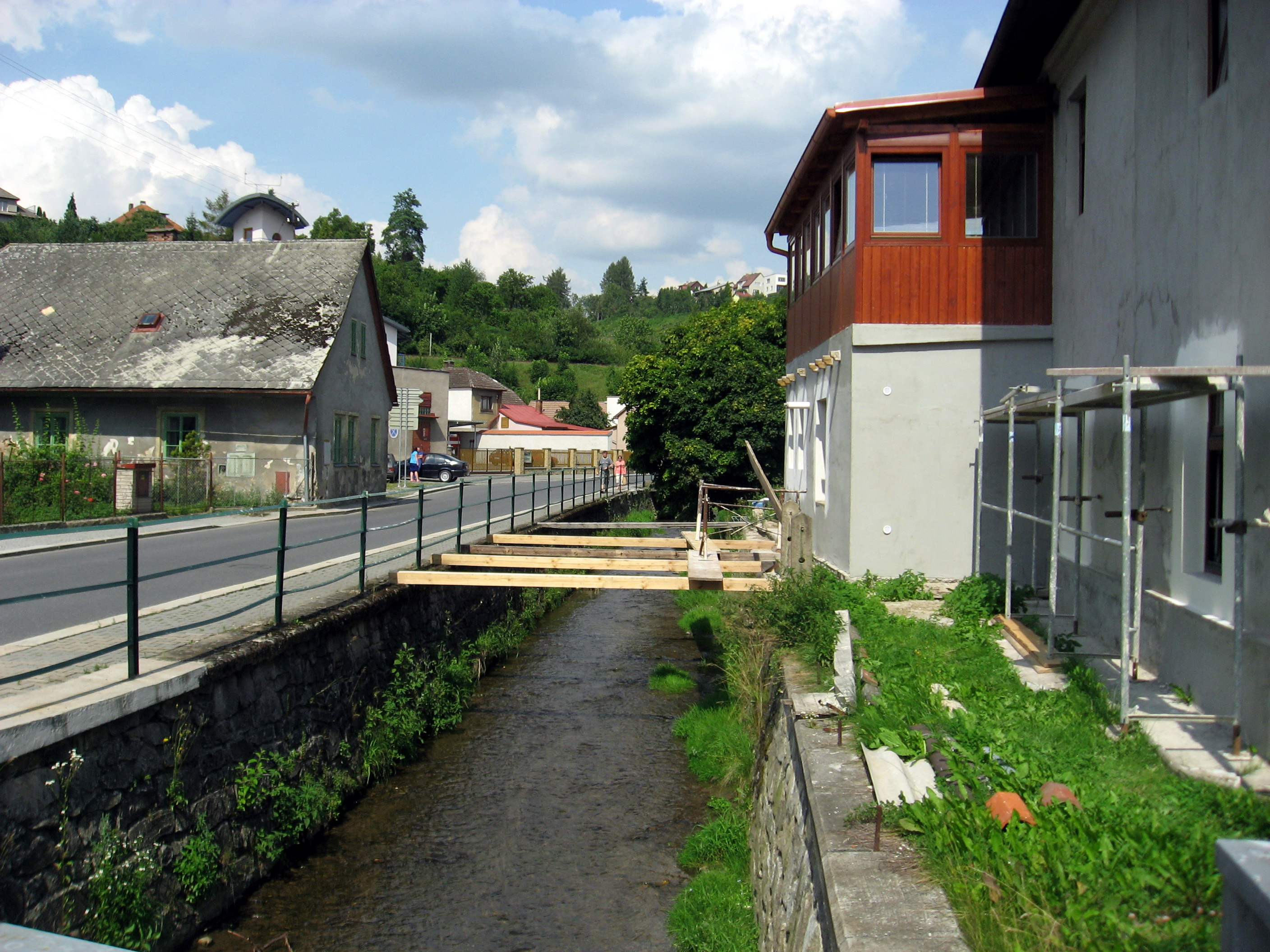
Olešenský potok v Ledči nad Sázavou

#### Povodeň v roce 2004
Ve večerních hodinách dne 10. června v roce 2004 zasáhla město Ledeč nad Sázavou extrémní přívalová povodeň, která způsobila značné materiální škody. Maximální průtok Olešenského potoka pod ústím Vrbeckého potoka dosahoval dle odhadu 36 m³/s. Tato povodeň tak výrazně překročila úroveň stoleté vody, která dosahuje hodnoty 26 m³/s.